# Gabriel Moraru
Gabriel Moraru es un tenista rumano nacido en Constanza, Rumania el 28 de enero de 1982. No ha ganado títulos ATP.

## Títulos (0)

### Dobles (0)
No ha ganado títulos de ATP, pero si Challengers
| Leyenda                |
| Grand Slam (0)         |
| Tennis Masters Cup (0) |
| ATP Masters Series (0) |
| ATP Tour (0)           |
| Challengers (4)        |

| N.º | Fecha                   | Torneo                | Superficie    | Pareja                  | Oponentes en la final                                             | Resultado |
| --- | ----------------------- | --------------------- | ------------- | ----------------------- | ----------------------------------------------------------------- | --------- |
| 1.  | 21 de marzo de 2005     | Saint-Brieuc, Francia | Tierra batida | Victor Ionita (Rumania) | Michal Mertinak (Eslovaquia) / Jan Vacek (República Checa)        | 6-1 6-4   |
| 2.  | 1 de agosto de 2005     | Timisoara, Rumania    | Tierra Batida | Ion Moldovan (Rumania)  | Ilia Kushev (Bulgaria) / Radoslav Lukaev (Bulgaria)               | 6-2 6-0   |
| 3.  | 5 de septiembre de 2005 | Braşov, Rumania       | Tierra batida | Ion Moldovan (Rumania)  | Melvyn Op der Heijde (Holanda) / Dennis van Scheppingen (Holanda) | 6-1 6-4   |
| 4.  | 21 de agosto de 2006    | Manerbio, Italia      | Tierra batida | Adrian Ungur (Rumania)  | Michal Przysiezny (Polonia) / Federico Torresi (Italia)           | 6-3 6-3   |

### Finalista en dobles (0)
Fue finalista en los siguientes Challengers:
- 2004:
  - Challenger de Buenos Aires junto a Victor Ionita pierden ante Enzo Artoni e Ignacio González King por 5-7 3-6 sobre tierra batida.
  - Challenger de Santa Cruz de la Sierra junto a Victor Ionita pierden ante Enzo Artoni e Ignacio González King por 3-6 1-6 sobre tierra batida.
- 2006:
  - Challenger de Oberstaufen junto a Dacian Craciun pierden ante Ernests Gulbis y Mischa Zverev por 1-6 1-6 sobre tierra batida.
  - Challenger de Rímini junto a Vasilis Mazarakis pierden ante Juan Pablo Brzezicki y Cristian Villagrán por 2-6 7-5 6-10 sobre tierra batida.
  - Challenger de Como junto a Victor Crivoi pierden ante Jamie Delgado y Jamie Murray por 2-6 6-4 7-10 sobre tierra batida.